# 杜尼科夫斯基嶺
杜尼科夫斯基嶺（英語：Dunikowski Ridge）是南極洲的山嶺，位於南設得蘭群島的喬治王島，處於勒格魯灣東北面，海拔高度約315米，波蘭探險隊以該國雕塑家命名，現時由南極條約體系管理。